# Доходный дом страхового общества «Россия» (Литейный проспект)
Доходный дом страхового общества «Россия»  — памятник архитектуры. Расположен в Санкт-Петербурге, современный адрес дома — Литейный проспект, 9.
К 1845 году участок был занят двухэтажным особняком военного инженера Глама (по другим источникам — М. И. Борисовской). В 1894 году здание расширили вправо и надстроили до пяти этажей по проекту Е. С. Бикарюкова, декор был выдержан в стиле эклектики. В 1912—1913 годах И. И. Яковлев надстроил (до шести этажей с седьмым мансардным) и перестроил здание для страхового общества «Россия», сменив стиль на неоклассицизм — два верхних этажа были объединены ордерными пилястрами, центр здания подчёркнут небольшим («явно несоразмерным») фронтоном над лоджией мансарды.